# Appunti e note
Appunti e note è un brano musicale scritto da Eros Ramazzotti, Adelio Cogliati e Claudio Guidetti, eseguito dallo stesso Ramazzotti e pubblicato il 19 novembre 2010 come quinto singolo tratto dall'album Ali e radici.
Il brano è stato prodotto da Ramazzotti e Guidetti.

## Tracce
1. Appunti e note

## Formazione
- Eros Ramazzotti - voce, cori
- Paolo Costa - basso
- Abe Laboriel jr - batteria
- Claudio Guidetti - chitarra elettrica, cori, organo Hammond
- Michael Landau - chitarra elettrica
- Larry Goldings - pianoforte
- Raffael Padilla - percussioni